# Му Шэн
Му Шэн, второе имя — Цзинмао. (沐晟; 1368—1439) — китайский военачальник и политик династии Мин.

## Биография
Второй сын Му Ина (1345—1392), первого маркиза Сипина (西平侯). Он был торжественным и немногословным человеком, и минскому императору Хунъу он очень нравился. В 1399 году его старший брат Му Чунь скончался, не оставив наследника, поэтому Му Шэн сменил его на посту маркиза Сипина.
Му Шэн был поставлен во главе китайской армии вместе с Чжан Фу во время вторжения во Вьетнам отправлен атаковать Вьетнам в 1406 году. В следующем году они захватили вьетнамского узурпатора Хо Куи Ли и его сына Хо Хан Тхонга. Вьетнам снова оказался под властью Китая и был переименован в провинцию Цзяочжи . За это достижение ему был присвоен титул «герцог Цянь» (黔國公).
В 1408 году Чан Нгой, вьетнамский принц, возглавил восстание против Минской империи. Му Шэн был отправлен подавить восстание, но потерпел поражение. В следующем году Чжан Фу снова отправили во Вьетнам, чтобы поддержать его. Это доказало, что Му Шэн не имел военных талантов. Чжан успешно захватил Чан Нгоя в 1410 году и вернулся в Нанкин, но Му Шэн не смог подавить восстание другого принца, Чан Куи Хоанга, пока Чжан Фу снова не пришел ему на помощь. Они подавили восстание в 1414 году, и Му Шэн получил титул Великого Наставника (太傅).
В 1426 году Му Шэн снова был отправлен во главе минской армии во Вьетнам вместе с Лю Шэном, чтобы подавить восстание Ле Лоя, который впоследствии стал основателем династии Позднего Ле. Позже Лю Шэн был убит вьетнамцами на перевале Чи Лэнг, Му Шэну пришлось отступить из Вьетнама. Наконец, минский император Сюаньдэ решил покинуть провинцию Цзяочжи, и вьетнамцы снова обрели политическую независимость.
Му Шэн принимал участие в Лучуань-Пинмяньских кампаниях вместе с Му Аном (沐昂) и Фан Чжэном (方政). Фан Чжэн потерпел поражение и погиб в бою, Му Шэну пришлось отступить. Он умер в Чусюне. Ему был присвоен титул «князь Динъюань» (定遠王) и посмертно присвоено имя Чжунцзин (忠敬). Его старший сын Му Бинь (沐斌; 1397—1450) стал 2-м герцогом Цянь.